# Peter Claffey
Peter Claffey, född den 28 juli 1996 i Portumna, County Galway, är en irländsk skådespelare och före detta rugbyspelare.
Claffey har bland annat medverkat i TV-serierna Vikings: Valhalla och Bad Sisters. Han kommer att spela huvudrollen som Ser Duncan "Dunk" the Tall i TV-serien A Knight of the Seven Kingdoms, som är en prequel till Game of Thrones.

## Filmografi (i urval)
- 2022–2024 – Bad Sisters (TV-serie)
- 2024 – Vikings: Valhalla (TV-serie)
- 2025 – A Knight of the Seven Kingdoms (TV-serie)